# エミール・ネリガン

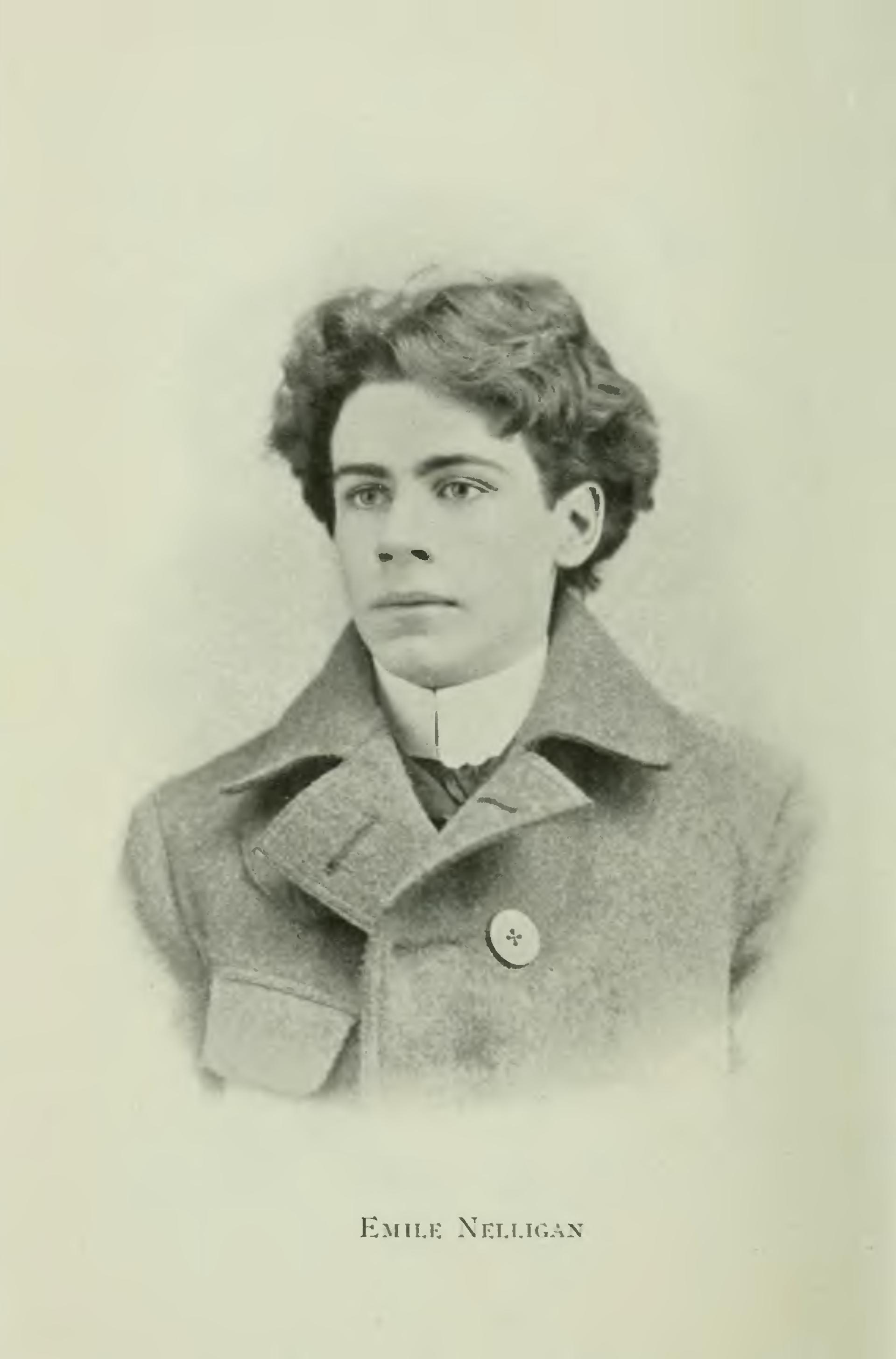
Émile Nelligan

エミール・ネリガン (Émile Nelligan, 1879年12月24日 カナダ モントリオール - 1941年11月18日 カナダ モントリオール）は、カナダの詩人である。
フランス系カナダ人。17歳(1896〜1898年ごろ)から詩を発表し、当時の前衛的詩人グループ『モントリオール文学学派』の活動に加わって一躍注目を浴びるようになった。1900年に発病して入院、以後詩作をほとんど絶ったまま没するまで40年余りを精神病院で過ごした。詩人として活躍したのはわずか3年ほどで、発表した詩も20編余りしかなかった。